# Robert Saciuk
Robert Saciuk (ur. 22 maja 1940, zm. 2 grudnia 2019) – polski psycholog, dr hab., profesor Zakładu Historii Sztuki i Filozofii Akademii Sztuk Pięknych we Wrocławiu i Instytutu Psychologii Wydziału Nauk Historycznych i Pedagogicznych Uniwersytetu Wrocławskiego.

## Życiorys
Obronił pracę doktorską, następnie uzyskał stopień doktora habilitowanego. Był zatrudniony na stanowisku profesora nadzwyczajnego w Instytucie Psychologii na Wydziale Nauk Historycznych i Pedagogicznych Uniwersytetu Wrocławskiego oraz profesora w Zakładzie Historii Sztuki i Filozofii Akademii Sztuk Pięknych we Wrocławiu.

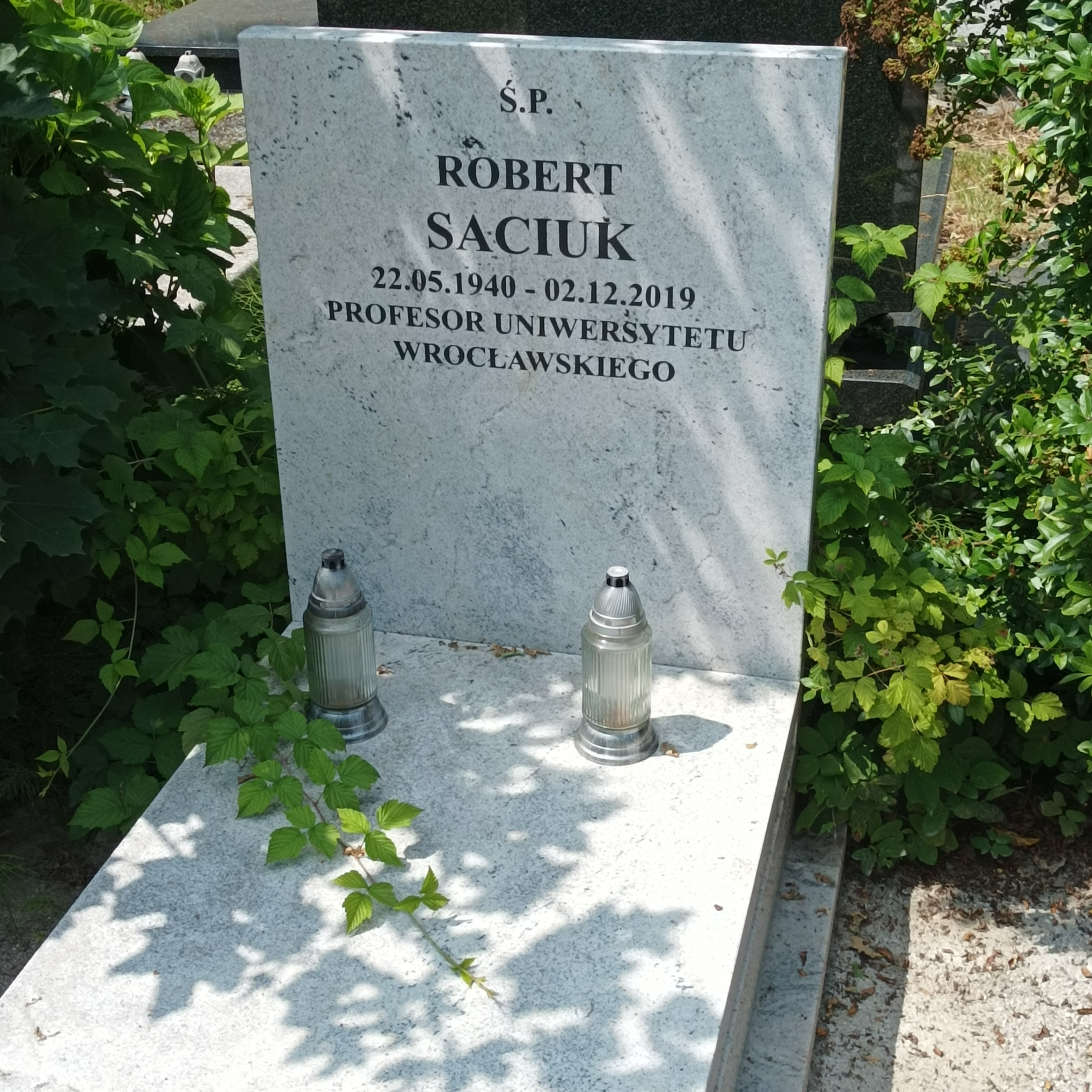
Grób prof. Roberta Saciuka na Cmentarzu Osobowickim

Zmarł 2 grudnia 2019. Został pochowany na Cmentarzu Osobowickim we Wrocławiu.